# Mario Kempes
Mario Alberto Kempes (født 15. juli 1954 i Bell Ville, Argentina) er en tidligere argentinsk fodboldspiller, der gennem 1970'erne og 1980'erne spillede som angriber hos flere sydamerikanske og europæiske klubber, bl.a. Valencia CF og River Plate. Han spillede desuden for Argentinas landshold, som han blev verdensmester med ved VM i 1978 på hjemmebane. Her blev han samtidig turneringens topscorer.
Kempes vandt med Valencia CF den spanske pokalturnering Copa del Rey i 1979, og året efter både Pokalvindernes Europa Cup og UEFA Super Cup. Han blev desuden topscorer i La Liga i både 1977 og 1978. Med River Plate blev han argentinsk mester i 1981.
Kempes blev i 2004 udvalgt til FIFA 100, en kåring af de 125 bedste nulevende fodboldspillere gennem historien, og blev også i både 1978 kåret til Årets spiller i Sydamerika.

## Landshold
Kempes nåede i løbet af sin karriere at spille 43 kampe og score 20 mål for Argentinas landshold, som han repræsenterede i årene mellem 1973 og 1982. Udover VM-triumfen i 1978 deltog han også ved både VM i 1974 og VM i fodbold 1982, samt Copa América i 1975.

## Titler
Copa del Rey
- 1979 med Valencia CF

Pokalvindernes Europa Cup
- 1980 med Valencia CF

UEFA Super Cup
- 1980 med Valencia CF

Argentinsk mesterskab
- 1981 med River Plate

VM i fodbold
- 1978 med Argentina